# Jan Wolf (politik KDU-ČSL)
Jan Wolf (* 2. června 1972 Praha) je český podnikatel a politik, od roku 2014 zastupitel hlavního města Prahy (v letech 2014 až 2018 též radní města), člen KDU-ČSL.

## Politické působení
Je členem KDU-ČSL, ve straně předsedá okresnímu výboru KDU-ČSL Praha 1 a krajskému výboru KDU-ČSL Praha. Je také členem celostátního výboru a celostátní konference.
V komunálních volbách v roce 2006 za KDU-ČSL neúspěšně kandidoval do zastupitelstva městské části Praha 18. Za stejnou stranu kandidoval také ve volbách do Poslanecké sněmovny PČR v roce 2010, strana se však do sněmovny nedostala. Ve stejném roce také za stranu kandidoval v komunálních volbách do zastupitelstva hlavního města Prahy, strana se však do zastupitelstva nedostala.
V roce 2013 daroval KDU-ČSL 100 tisíc korun na kampaň pro říjnové parlamentní volby, ve kterých ze třetího místa na pražské kandidátce klesl kvůli relativně nízkému počtu preferenčních hlasů na místo sedmé. Zvolen za poslance tedy nebyl.
V říjnu 2014 byl na kandidátce Trojkoalice (SZ, KDU-ČSL a STAN) zvolen zastupitelem hlavního města Prahy, následně se v listopadu 2014 stal radním pro kulturu, památkovou péči, výstavnictví a cestovní ruch. Působil také jako poradce ministra kultury ČR Daniela Hermana a starosta Orelské jednoty Praha 1. Získal stavební povolení v roce 2016 pro rekonstrukci Šlechtovy restaurace ve Stromovce a v následující rok byly zahájeny stavební práce. Byl hlavním vyjednávačem za Magistrát, kdy byla snížena cena za pronájem Škodova paláce. Zastupitelstvo Hlavního města Prahy odsouhlasilo také jeho návrh, aby město odkoupilo stadion „Ďolíček“, kde působí fotbalisté Bohemians Praha.
Ve volbách do Poslanecké sněmovny PČR v roce 2017 kandidoval za KDU-ČSL na posledním místě kandidátky v Praze a neuspěl. Stranu podpořil sponzorským darem ve výši 141 tis. Kč.
V komunálních volbách v roce 2018 obhájil mandát zastupitele hlavního města Prahy, když kandidoval jako člen KDU-ČSL na 4. místě kandidátky subjektu „TOP 09 a Starostové (STAN) ve spolupráci s KDU-ČSL, LES a Demokraty Jana Kasla - „Spojené síly pro Prahu““. V listopadu 2018 však skončil ve funkci radního hlavního města a stal se předsedou Výboru pro kulturu, výstavnictví, cestovní ruch a zahraniční vztahy.
V souvislosti s konáním 9. ročníku pochodu hrdosti Prague Pride v roce 2019 a vyvěšením duhové vlajky na budově Magistrátu hlavního města Prahy primátorem Zdeňkem Hřibem se Jan Wolf vymezoval vůči této „propagaci menšin vyvěšováním vlajky na úřední budově“. Známým se stal jeho příspěvek na Twitteru, kde stojí před budovou Magistrátu v tričku se stylizovaným obrázkem rodiny s dětmi a nápisem „My jsme tady taky“.
V lednu 2020 se mu podařilo na Zastupitelstvu Hl. m. Prahy prosadit obnovení Mariánského sloupu na Staroměstském náměstí. Za tuto svoji činnost obdržel od Dominika kardinála Duky svatovojtěšskou medaili, ale tento kontroverzní čin vyvolává u části veřejnosti odpor a řadu nezodpovězených otázek.
Z pozice politika je či byl členem několika firem či organizací, které ovládá hlavní město Praha či jeho městské části, mj. Technologie hlavního města Prahy, a.s., Obecní dům, a.s., Prague City Tourism a.s., Dejvické divadlo, o.p.s., Museum Kampa – Nadace Jana a Medy Mládkových či Muzeum paměti XX. století, z.ú.
V komunálních volbách v roce 2022 obhájil z pozice člena KDU-ČSL na kandidátce koalice SPOLU (tj. ODS, TOP 09 a KDU-ČSL) post zastupitele hlavního města Prahy.

## Kontroverze
V listopadu 2019 byl spolu s dalšími osmi osobami obviněn ve věci údajného manipulování sportovních dotací na pražském magistrátu. V červenci 2022 byl v této věci státním zástupcem obžalován. Trestného činu se měl dopustit v souvislosti s výkonem funkce člena komise hl. m. Prahy pro udělování grantů v oblasti sportu a tělovýchovy; měl být zapleten do manipulací při rozdělování sportovních dotací k nezákonnému zvýhodňování preferovaných sportovních klubů a svazů.
V době, kdy působil jako radní, se v roli ministranta zúčastnil velkolepého pohřbu syna kontroverzního podnikatele Jana Kočky.

## Život
Vystudoval obor strojní technologie na Střední průmyslové škole na Praze 10. Od roku 1995 podniká, v letech 2001 až 2009 působil ve statutárních orgánech společnosti MEDICO Praha, s.r.o. Od roku 2008 je jednatelem a společníkem firem W&L Studio s.r.o. a NPW s.r.o., od roku 2009 zastává stejné funkce ve společnosti Espresseria s.r.o. V lednu 2011 se stal polovičním vlastníkem nově založené reklamní společnosti Absolute Company. V roce 2021 stál při obnově Svatojanského bratrstva při kostele svatého Jana Nepomuckého na Skalce.[zdroj?]
Jan Wolf je ženatý a má dvě děti.